# Записки психопата
«Записки психопата» — первое произведение Венедикта Ерофеева, начатое им в 17-летнем возрасте. По форме представляет собой дневник (приём заимствован из «Записок сумасшедшего» Гоголя), однако многие события и персонажи в книге не соответствуют истине. Согласно авторской датировке, записки были написаны в 1956—1958 годах.
Они написаны «как дневник студента МГУ, а после исключения — рабочего Венедикта Ерофеева; они охватывают промежуток с 14 октября 1956 года по 16 ноября 1957 года». Ерофеев не собирался выпускать «Записки» в том виде, в котором написал их в 18 лет, он собирался их переработать, о чём и говорил в интервью.
Как указывает биограф писателя Илья Симановский: «В юности Ерофеев написал эпатажную прозу „Записки психопата“, которая была опубликована только после его смерти. По его собственному утверждению, с которым я соглашусь, в ней он на много лет опередил Алешковского и Лимонова — „Записки психопата“ и сегодня могут шокировать читателя. Я думаю, что, если бы Ерофеев дал „Запискам“ свободно распространяться в годы, когда они были написаны (конец 1950-х), или немногим позже, он мог бы прославиться и до „Петушков“. Другой вопрос, что и на его человеческую судьбу, и на писательскую репутацию этот дебют повлиял бы непредсказуемо и, вероятно, негативно». Как характеризовал это сочинение В. Муравьев: «Это по-своему целостная и законченная повесть о писательском становлении, о преображении персонажа в Автора. Обязательное условие такого преображения — непрерывный информационно-смысловой поиск: он отражен в мозаичном зеркале выборки из записных книжек».
Долгое время считались утерянными, впервые опубликованы в 2000 году в сокращённом виде издательством «Вагриус», подготовку текста осуществил друг писателя Владимир Муравьев. Александр Бондарев вспоминал позднее: «Был момент, когда мы с Володей Муравьёвым держали в руках эти рукописные записки и решали, можно ли их печатать в первозданном виде. Тогда от нас это в определённой степени зависело. И мы решили — в таком виде их печатать нельзя. Потом Володя умер, а от меня уже ничего не зависело. Их напечатали: слишком лакомый был кусочек».
Полностью текст напечатан в 2004 году издательством «Захаров».
Иван Корсуновский написал пьесу по мотивам книги.